# Jabalpur Airport
Jabalpur Airport är en flygplats i Indien.   Den ligger i distriktet Jabalpur och delstaten Madhya Pradesh, i den centrala delen av landet, 700 km söder om huvudstaden New Delhi. Jabalpur Airport ligger 494 meter över havet.
Terrängen runt Jabalpur Airport är huvudsakligen platt. Jabalpur Airport ligger uppe på en höjd. Runt Jabalpur Airport är det tätbefolkat, med 762 invånare per kvadratkilometer. Närmaste större samhälle är Jabalpur, 10,5 km väster om Jabalpur Airport. Trakten runt Jabalpur Airport består till största delen av jordbruksmark.